# Carleton H. Wright
Carleton Herbert Wright (né le 2 juin 1892 et mort le 27 juin 1970) est un amiral de la Marine des États-Unis pendant la Seconde Guerre mondiale, ayant participé à la campagne de Guadalcanal en 1942.

## Carrière
Né à New Hampton (Iowa), en 1892, Carleton H. Wright a été diplômé de l'Académie navale d'Annapolis en 1912, classé 16e sur 156 de sa promotion. Pendant la Première guerre mondiale, il a servi à bord du destroyer USS Jarvis (DD-38) en mer d'Irlande, puis il a participé à la mise en place du barrage de mines de la mer du Nord.
Après la Première guerre mondiale, il a suivi le cours sur les munitions de l'École Navale Supérieure, de 1918 à 1920. Il a eu alors diverses affectations embarquées sur des navires ou dans des états-majors et dans des postes à terre, en relation avec les munitions, jusqu'en 1935. De 1935 à 1936, il a commandé la 18e Division de Destroyers. De 1936 à 1938 il a servi à l'état-major du Commandement de la Force du Sud, puis au Naval Mine Depot à Yorktown (aujourd'hui Naval Weapons Station Yorktown) jusqu'en 1941.

### Pendant la guerre du Pacifique
Au début de la Seconde guerre mondiale, Carleton H. Wright était le commandant du croiseur américain USS Augusta. Il a été promu contre-amiral en mai 1942 and a commandé des forces navales pendant la campagne de Guadalcanal. Il a commandé notamment l'escorte des croiseurs du porte-avions USS Saratoga à la bataille des Salomon orientales..

#### À la bataille de Tassafaronga (30 novembre 1942)
Après la bataille navale de Guadalcanal (12-15 novembre 1942), le Haut État-Major japonais a décidé que le renforcement des troupes sur l'île se ferait uniquement à l'aide de destroyers et non plus de navires de transport, quelle que soit leur vitesse. De leur côté, ne pouvant affecter leurs cuirassés modernes en permanence à Guadalcanal, les Américains ont constitué une Task Force (TF. 67) de cinq croiseurs, USS Minneapolis, New Orleans, Pensacola, Honolulu et Northampton, qui a été mise aux ordres du contre-amiral Wright. La tactique à suivre a été fixée en accord avec le contre-amiral Kinkaid, mais il n'a pas eu le temps de s'y entrainer avec les commandants des croiseurs de la Task Force 67.

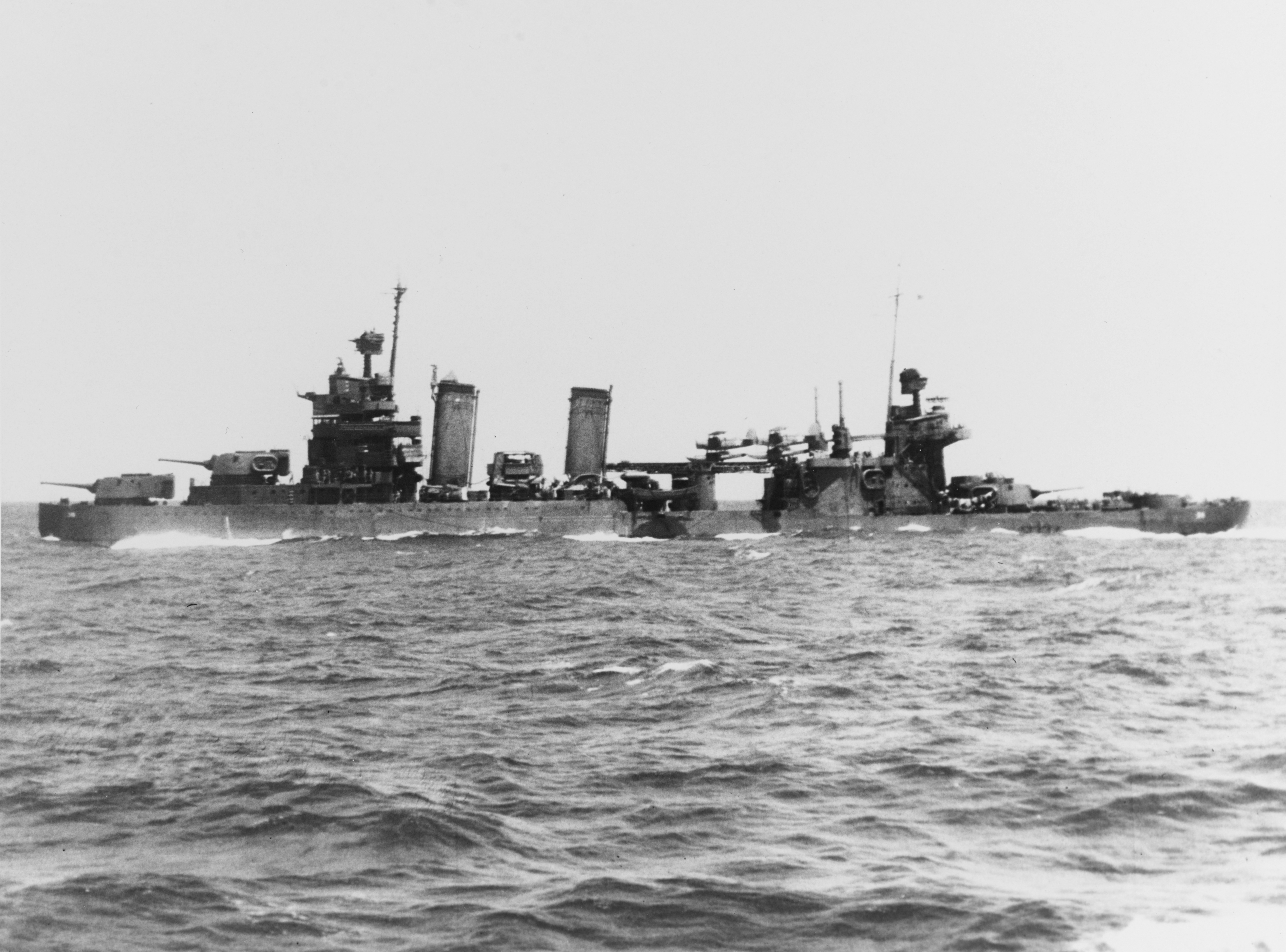
L'USS Minneapolis rentre à Pearl Harbour sans sa proue qui a été détruite à la bataille de Tassafaronga

Ce n'est que deux jours plus tard que s'est produite, au large de Lunga Point, dans la nuit du 30 novembre au 1er décembre 1942, une rencontre avec huit destroyers emmenés par le contre-amiral Tanaka, spécialiste du « Tokyo Express ». Un destroyer japonais fut coulé, mais les autres bâtiments avant de se dérober lancèrent une gerbe de torpilles « Longues Lances » : l'USS Northampton a été coulé et trois croiseurs ont été gravement avariés. Cette bataille de Tassafaronga fut une des plus cinglantes défaites de l'U.S. Navy dans le Pacifique,.
Le contre-amiral Wright fut décoré de la Navy Cross mais il a été réaffecté dans un état-major à terre, à Washington

#### À la tête du12eDistrict naval
Le contre-amiral Wright a brièvement retrouvé un commandement à la mer, avec la 4e Division de croiseurs dans le Pacifique central en 1944, avant de retourner à terre comme membre de l'état-major et plus tard commandant du 12e district naval (en) à Mare Island. Le 17 juillet 1944, la catastrophe de Port Chicago — deux explosions dans lesquelles 302 hommes ont été tués et deux navires volatilisés, dont on pense qu'elles ont été causées par de mauvaises manipulations de munitions — s'est produite sous son commandement. Plus tard, le contre-amiral Wright a fait passer en cour martiale 50 Afro-Américains accusés de mutinerie pour avoir exprimé leur peur et refusé de retourner travailler à charger des munitions.

### Après guerre
En mars 1946, il devint Inspecteur Général de la Flotte du Pacifique et de la Zone de l'Océan Pacifique. Plus tard, Le contre-amiral Wright a servi comme Adjoint au Commandant des Mariannes avant de prendre sa retraite de la Marine en octobre 1948. Il est décédé à Claremont (Californie) le 27 juin 1970.

### Ouvrages
- Robert L. Allen, The Port Chicago Mutiny, Berkeley, CA, Heyday Books, 2006 (ISBN 978-1-59714-028-7, OCLC 63179024, lire en ligne)
- (en) Russell S., Jr Crenshaw, The Battle of Tassafaronga, Nautical & Aviation Publishing Company of Ame, 1995 (ISBN 1-877853-37-2)
- (en) Richard B. Frank, Guadalcanal : The Definitive Account of the Landmark Battle, New York, Penguin Group, 1990 (ISBN 0-14-016561-4)
- (en) Admiral USN Samuel E. Morison, The Struggle for Guadalcanal, August 1942 – February 1943, Boston, Little, Brown and Company, coll. « History of United States Naval Operations in World War II », 1948 (ISBN 0-316-58305-7, OCLC 18472361), chap. 13
- (en) Theodore Roscoe, United States Destroyer Operations in World War II, Annapolis, Maryland, Naval Institute Press, 1953 (neuvième impression, 1986) (ISBN 978-0-87021-726-5 et 0-87021-726-7)
- Oliver Warner, Geoffrey Bennett, Donald G.F.W. Macyntire, Franck Uehling, Desmond Wettern, Antony Preston et Jacques Mordal (trad. de l'anglais), Histoire de la guerre sur mer : des premiers cuirassés aux sous-marins nucléaires, Bruxelles, Elsevier Sequoia, 1976 (ISBN 2-8003-0148-1)
- Antony Preston, Histoire des Destroyers, Paris, Fernand Nathan Éditeurs, 1980 (ISBN 2-09-292039-X (édité erroné), BNF 34684320)

### Internet
- Spartacus Schoolnet, « Carleton Wright », sur spartacus.schoolnet.co.uk (consulté le 21 décembre 2006)